# Tobias Siegert
Tobias Siegert (Nürnberg, 1991. május 21. –) német motorversenyző, legutóbb a MotoGP 125 köbcentiméteres géposztályában versenyzett. A sorozatban 2007-ben mutatkozott be, ekkor, valamint egy évvel később két-két versenyen indult. Pontot nem szerzett.

## Külső hivatkozások
- Profilja a MotoGP hivatalos weboldalán[halott link]